# Flavius Caper
Flavius Caper est un grammairien latin du deuxième siècle après Jésus-Christ.
Il se consacra surtout à l'étude des auteurs latins anciens ; il est abondamment cité par Priscien. Il est l'auteur de deux ouvrages: De lingua Latina (De la langue latine) et De dubiis generibus (Des genres douteux) , dont on ne possède que des fragments. Deux traités nous sont parvenus, probablement extraits de ces œuvres augmentés ensuite par un anonyme : De orthographia, De verbis dubiis.
Le traité De Orthographia et differentia Sermonis d'Agroecius, rédigé autour de 450 et dédié à l'évêque Eucher de Lyon, est conçu comme un supplément au travail de Flavius Caper.